# Mala Ostrna
Mala Ostrna – wieś w Chorwacji, w żupanii zagrzebskiej, w mieście Dugo Selo. W 2011 roku liczyła 325 mieszkańców.